# 이예원 (기자)
이유민 은 대한민국의 JTBC의 정책부 기자이다. 